# Новогеоргиевка (Приморский край)
Новогео́ргиевка — село в Октябрьском районе Приморского края. Входит в состав Покровского сельского поселения.

## География
Село Новогеоргиевка стоит на левом берегу реки Раздольная, в пограничной зоне, до границы с Китаем около 10 км.
Дорога к селу Новогеоргиевка идёт на северо-запад от села Покровка по левому берегу реки Раздольная через сёла Синельниково-1 и Чернятино, расстояние до районного центра около 25 км.
От Новогеоргиевки на север идёт дорога к селу Фадеевка, на запад по мосту через Раздольную — к сёлам Полтавка и Константиновка (стоит на правом берегу реки напротив Новогеоргиевки).

## История
В 2004—2015 годах село являлось административным центром Новогеоргиевского сельского поселения.

## Население
| 1926 | 2002  | 2010 |
| ---- | ----- | ---- |
| 597  | ↗1389 | ↘922 |

## Улицы
| - ул. Ворошиловградская, - ул. Дзержинского, - ул. Комарова, - ул. Красноармейская, - ул. Краснодарская, - ул. Лазо, - ул. Мира, | - ул. Молодёжная, - пер. Новый, - ул. Озёрная, - ул. Речная, - ул. Центральная, - ул. Школьная. |

## Экономика
Жители занимаются сельским хозяйством.

## Известные уроженцы
- Федоткин, Владимир Николаевич (род. 1947) — российский политический деятель.